# Reabți, Cernihiv
Reabți (în ucraineană Рябці) este un sat în comuna Hmilnîțea din raionul Cernihiv, regiunea Cernihiv, Ucraina.

## Demografie
Componența lingvistică a localității Reabți
     Ucraineană (96,68%)
     Rusă (2,9%)
     Alte limbi (0,41%)
Conform recensământului din 2001, majoritatea populației localității Reabți era vorbitoare de ucraineană (96,68%), existând în minoritate și vorbitori de rusă (2,9%).